# Giórgos Fotákis
Giórgos Fotákis (en grec : Γιώργος Φωτάκης), est un footballeur grec né le 29 octobre 1981 à Kalamata en Grèce. Il évolue au poste de milieu de terrain.

## Statistiques détaillées

### En club
| Saison                | Club                  | Championnat           | Championnat | Championnat | Coupe(s) nationale(s) | Coupe(s) nationale(s) | Compétition(s) continentale(s) | Compétition(s) continentale(s) | Compétition(s) continentale(s) | Sélection | Sélection | Sélection | Total | Total |
| Saison                | Club                  | Division              | M.          | B.          | M.                    | B.                    | Comp.                          | M.                             | B.                             | Équipe    | M.        | B.        | M.    | B.    |
| 1999 - 2000           | PAOK                  | 1                     | 0           | 0           | 0                     | 0                     | -                              | -                              | -                              | -         | -         | -         | 0     | 0     |
| 1999 - 2000           | Kallithéa             | 2                     | 8           | 0           | 0                     | 0                     | -                              | -                              | -                              | -         | -         | -         | 8     | 0     |
| 2000 - 2001           | Aigáleo               | 1                     | 25          | 3           | -                     | -                     | -                              | -                              | -                              | -         | -         | -         | 25    | 3     |
| 2001 - 2002           | Aigáleo               | 1                     | 21          | 1           | -                     | -                     | -                              | -                              | -                              | -         | -         | -         | 21    | 1     |
| 2002 - 2003           | Aigáleo               | 1                     | 25          | 1           | -                     | -                     | -                              | -                              | -                              | -         | -         | -         | 25    | 1     |
| 2003 - 2004           | Aigáleo               | 1                     | 27          | 5           | -                     | -                     | -                              | -                              | -                              | -         | -         | -         | 27    | 5     |
| 2004 - 2005           | Aigáleo               | 1                     | 27          | 1           | -                     | -                     | C3                             | 6                              | 0                              | -         | -         | -         | 33    | 1     |
| 2005 - 2006           | Aigáleo               | 1                     | 13          | 1           | -                     | -                     | -                              | -                              | -                              | -         | -         | -         | 13    | 1     |
| 2005 - 2006           | Kilmarnock            | 1                     | 0           | 0           | 0                     | 0                     | -                              | -                              | -                              | -         | -         | -         | 0     | 0     |
| 2006 - 2007           | AEL Larissa           | 1                     | 13          | 1           | -                     | -                     | -                              | -                              | -                              | -         | -         | -         | 13    | 1     |
| 2007 - 2008           | AEL Larissa           | 1                     | 26          | 2           | -                     | -                     | C3                             | 5                              | 1                              | -         | -         | -         | 31    | 3     |
| 2008 - 2009           | AEL Larissa           | 1                     | 28          | 4           | -                     | -                     | -                              | -                              | -                              | -         | -         | -         | 28    | 4     |
| 2009 - 2010           | PAOK                  | 1                     | 21          | 2           | 3                     | 0                     | C3                             | 3                              | 0                              | Grèce     | 1         | 0         | 28    | 2     |
| 2010 - 2011           | PAOK                  | 1                     | 18          | 2           | 4                     | 1                     | C1+C3                          | 1+6                            | 0+0                            | Grèce     | 2         | 1         | 31    | 4     |
| 2011 - 2012           | PAOK                  | 1                     | 23          | 1           | 2                     | 0                     | C3                             | 10                             | 3                              | Grèce     | 6         | 1         | 41    | 5     |
| Total sur la carrière | Total sur la carrière | Total sur la carrière | 275         | 24          | 9                     | 1                     | -                              | 31                             | 4                              | 0         | 9         | 2         | 324   | 31    |

### Buts en sélection
| Buts (2) en sélection de Giórgos Fotákis | Buts (2) en sélection de Giórgos Fotákis | Buts (2) en sélection de Giórgos Fotákis | Buts (2) en sélection de Giórgos Fotákis | Buts (2) en sélection de Giórgos Fotákis | Buts (2) en sélection de Giórgos Fotákis | Buts (2) en sélection de Giórgos Fotákis |
|                                          | Date                                     | Lieu                                     | Adversaire                               | Score                                    | Résultat                                 | Compétition                              |
| ---------------------------------------- | ---------------------------------------- | ---------------------------------------- | ---------------------------------------- | ---------------------------------------- | ---------------------------------------- | ---------------------------------------- |
| 1.                                       | 17 novembre 2010                         | Ernst-Happel-Stadion, Vienne (Autriche)  | Autriche                                 | 2-1                                      | 2-1                                      | Match amical                             |
| 2.                                       | 11 octobre 2011                          | Stade Mikheil-Meskhi, Tbilissi (Géorgie) | Géorgie                                  | 1-1                                      | 2-1                                      | Éliminatoires Euro 2012                  |